# Nephila komaci
A Nephila komaci é uma espécie de aranha descoberta na África do Sul e Madagascar capaz de produzir teias orbiculares de até um metro de diâmetro. As fêmeas possuem um corpos de 3,8 centímetros e diâmetro entre as pernas de até 12 centímetros de tamanho, enquanto os machos podem ser até cinco vezes menores.